# Damian Wojtaszek
Damian Wojtaszek (Milicz, 7 de setembro de 1988 é um jogador de voleibol polonês que atua na posição de líbero. É membro da seleção polonesa e joga pelo Projekt Warszawa.

## Carreira

### Clube
Wojtaszek inicou sua carreira desportiva atuando pelo J.W. Construction AZS Politechnika Warszawska. Com o clube, Wojtaszek conquistou o vice-campeonato da Copa Challenge de 2011–12 após ser superado no golden set pelo compatriota AZS Częstochowa. Em 2012, o atleta assinou com o Jastrzębski Węgiel, com o qual conquistou o terceiro lugar na PlusLiga de 2012–13 e o terceiro lugar na Liga dos Campeões de 2013–14 após vencer o russo Zenit Kazan.
Para a temporada 2015–16, Wojtaszek assina com o Asseco Resovia Rzeszów, por onde permanece por duas temporadas, conquistando o vice-campeonato da Supercopa Polonesa de 2015 e da PlusLiga de 2015–16. Em 2017, o líbero voltou para a equipe de Varsóvia e vestiu a camisa do ONICO Warszawa, mais tarde renomeado Projekt Warszawa. Com o mesmo clube conquistou a Copa Challenge na temporada 2023-24.

### Seleção
Wojtaszek foi convocado para a seleção polonesa em 2011, e fez sua estreia com a camisa rubro-branco em 2013 após ser convocado pelo técnico Andrea Anastasi, conquistando no mesmo ano a medalha de prata na Universíada de Verão de 2013.
Em 2018, pelo Campeonato Mundial, conquistou o título ao vencer a seleção brasileira por 3 sets a 0.

## Títulos
- Copa Challenge: 2023–24

## Clubes
| Anos      | Clubes                                        |
| --------- | --------------------------------------------- |
| 2006–2012 | J.W. Construction AZS Politechnika Warszawska |
| 2012–2015 | Jastrzębski Węgiel                            |
| 2015–2017 | Asseco Resovia Rzeszów                        |
| 2017–     | Projekt Warszawa                              |

## Prêmios individuais
- 2014: Copa da Polônia – Melhor defensor
- 2014: Liga dos Campeões – Melhor líbero
- 2015: Liga Europeia – Melhor líbero